# 库哈卢尔
库哈卢尔（Kuhalur），是印度泰米尔纳德邦Erode县的一个城镇。总人口11682（2001年）。

## 人口
该地2001年总人口11682人，其中男性5898人，女性5784人；0—6岁人口1104人，其中男588人，女516人；识字率50.31%，其中男性为59.53%，女性为40.91%。